# Када-Мосто, Марк Антоний
Маркантонио (Марко Антонио) Кадамосто (итал. Marco Antonio Cadamosto; 1476, Лоди — 1556, Рим) — итальянский математик, медик и астролог.
Родом из знатной семьи в Лоди. В 1487 году поступил в местный медицинский колледж. Был профессором философии в Павийском университете. Приняв духовный сан, стал каноником капитула в Лоди. В 1503 году находился в должности наместника епископа.
Автор труда «Compendium in usum et operationes astrolabii Messahalach, cum declarationibus et additionibus» (Милан, 1507).